# 水橋かおり
水橋 かおり（みずはし かおり、1974年8月28日 - ）は、日本の女性声優。北海道札幌市出身。アーツビジョン所属。
代表作に『魔法少女まどか☆マギカ』（巴マミ）、『ひだまりスケッチ』（宮子）、『げんしけん』（荻上千佳）、『カスミン』（春野カスミ）、『〈物語〉シリーズ』（忍野扇）などがある。

## 経歴
北海道札幌市に生まれる。小さな頃より本を音読することを好み、特にセリフの部分を読むのが好きで、国語の授業の本読みではセリフの部分が回ってくると妙に張り切る子供であった。子供の頃から何となく「しゃべる仕事はしたいな」と思っていたという。学芸会でも教師と目立つ子のことを「あいつよりも絶対私のほうがうまいと思うんだけどね」と見ていたタイプだった。学芸会では魚の話の魚の医者役を1回メインの役を演じていた。皆魚のようなコスプレしていたが、水橋だけ白衣で「演じるのがおもしろい」と思ったのかもしれないという。
小学校高学年くらいに漠然と将来はアナウンサーか声優と考えていた。
中学生の頃に林原めぐみといった声優ブームもあり、明確に「やりたい」と声優を意識するようになり、志すようになる。当時好きだったのはテレビアニメ『アニメ三銃士』。
1992年8月の高校生の時に具体的に目指そうと思い、アニメディア・アニメV主催の、声優・アニメ歌手志望者のコンテスト「DRACON’92」において、グループでの参加が多い中、単独で応募して準グランプリを獲得。
地元の高校を卒業後、声優志望だった友人と2人で上京。
俳協ボイスアクターズスタジオ、日本ナレーション演技研究所を経て、アーツビジョンに所属。
デビュー作はプラネタリウム用のアニメのウサギ役。
20代の前半はほとんど声優の仕事をしていなかった。その時はそんなにあせっておらず、芝居をきちんと勉強し、個性のある声質があれば、「絶対に世に出られる」と思っていた。その時にアイドル声優が大ブームになり、その時はあせり、その時は彼女たちのように、楽しくないが笑うことができず、かわいくなく、同期たちにはかわいらしい子が多く「私いらないじゃん」と思ったという。当時の彼女たちは、ただ笑っているだけではなく、自分をかわいく見せるのか必死だったが、その努力ができなかったという。その一方で、本格的に芝居がうまい人物たちもおり、劇団で芝居をしている、外画に出演しているなどどちらでもなく、「どこにも居場所がない」というため、悩んでいたという。オーディションで一番初めに受かった役は『ファーストKiss☆物語』の織倉真奈美役となる。その時のオーディションにはかわいい人物たちもいっぱい来ており、「きっとそういう人たちが受かるんだろう」と思い、ダメもとでして、合格したという。その後徐々にアニメへの出演が増えていき、その中で自分への居場所も見つけていったといい、これをきっかけに変わっていけたのかもしれないという。本格的に芝居を中心でしている人物と、アイドルと、水橋のような声の仕事がメインの人物とそういう本職の声の芝居を黙々とこなしていっている人物たちの「仲間になれてよかったなぁ」と思った。2004年時点ではそういう人物たちを評価してくれる人物も増えてよかったといい、小心者のため、そういう業界の流れが少しずつ見えてきて、安心したという。
2000年10月に『機巧奇傳ヒヲウ戦記』のマチ役でアニメ初レギュラーを獲得し、翌2001年にNHKアニメ『カスミン』の春野カスミ役で初主演する。

## 人物・エピソード
音域はA - C。方言は北海道弁。
役柄としては、かわいい女の子、純粋な女の子を演じる。
イラストを得意とし、本人運営のウェブサイト『みずはしの小屋』や、『キディ・グレイド』のアイキャッチ（3話）などでその腕前を披露している。また、荻上千佳役を担当している『げんしけん』のコミック9巻（特装版）付録では漫画に挑戦している。中学では漫画研究部等の部活が中学になかったため、イラストを書くための選択肢として美術部に入ったという。美術大学に行きながら養成所に通おうと思い、多摩美術大学を受験するつもりだった時期もあった。高校時代の進路相談の時、教師から「多摩美は出席率にうるさい」という話を聞き、「じゃあダメじゃん、二足のわらじは履けないじゃん!」と思い、断念したという。もしそこで教師が余計なひと言を言わなかったら、前述のとおり、声優の仕事をしていなかったため、美術大学に行っていたら多分そのまま美術関係の仕事をしていたと語る。
ドール収集を趣味とし、自身のブログ上でファンよりプレゼントされたり、自分でカスタマイズしたりしたドールの写真を公開している。コレクションは女の子ばかり100個を超えるという。その他の趣味はハムスター、昼寝、放心。好物はお好み焼き。
『ガールフレンド（仮）』では、自身の演じた姫島木乃子のキャラクター原案を担当した。
2005年頃より、テレビをほとんど見ていない。
自宅では猫を飼っている。

## 出演
太字はメインキャラクター。

### テレビアニメ
1998年
- ドラえもん（テレビ朝日版第1期）（1998年 - 2002年、公園の女の子、少女、チイちゃん）

1999年
- エデンズボゥイ（ニャコ、村の子供、村の少女）
- キョロちゃん（坊や）
- 魔術士オーフェン Revenge（少女）

2000年
- 風まかせ月影蘭
- 機巧奇傳ヒヲウ戦記（マチ）
- 六門天外モンコレナイト（ビューティ3世〈初代〉）

2001年
- カスミン（2001年 - 2003年、春野カスミ） - 3シリーズ
- 機動天使エンジェリックレイヤー（柴田聖、智の妹）
- 地球防衛家族（女の子A、赤ん坊 他）
- ちっちゃな雪使いシュガー（2001年 - 2003年、ペッパー） - 1シリーズ + 特別編
- ナジカ電撃作戦（キャンディーの売り子）
- HELLSING（インテグラ〈少女時代〉）
- 魔法少女猫たると（ナチョス）

2002年
- 藍より青し（2002年 - 2003年、水無月妙子） - 2シリーズ
- あたしンち（店員1）
- 犬夜叉（紫織）
- キディ・グレイド（メルクルディ、ファイルスプリッツ）
- ギャラクシーエンジェルZ（ステビア）
- クレヨンしんちゃん（メグの飼い主 他）
- G-onらいだーす（マコ）
- フルメタル・パニック!（黄楊まどか）
- ロックマンエグゼ（2002年 - 2006年、桜井メイル） - 5シリーズ

2003年
- カレイドスター（2003年 - 2004年、ロゼッタ・パッセル） - 2シリーズ
- THE ビッグオー（タミ）
- スクラップド・プリンセス（アーフィ・ゼフィリス）
- ストラトス・フォー（ST・オペレーターA）
- わがまま☆フェアリー ミルモでポン!（トモン）

2004年
- グレネーダー 〜ほほえみの閃士〜（藍前鉄破〈少年時代〉）
- 双恋（白鐘沙羅）
- 魔法少女リリカルなのは（2004年 - 2015年、ユーノ・スクライア、高町ヴィヴィオ、セイン） - 4シリーズ

2005年
- ARIA シリーズ（2005年 - 2008年、アイ、ヒメ社長） - 3シリーズ
- 英國戀物語エマ（2005年 - 2007年、ヴィヴィアン・ジョーンズ） - 2シリーズ
- ふしぎ星の☆ふたご姫（2005年 - 2007年、アルテッサ） - 2シリーズ
- フタコイ オルタナティブ（白鐘沙羅）

2006年
- うたわれるもの（サクヤ）
- 金色のコルダ シリーズ（2006年 - 2014年、リリ、水嶋悠人） - 3シリーズ
- くじびき♥アンバランス（荻上千佳）
- ちょこッとSister（芹川千歳）
- 魔界戦記ディスガイア（ラハール）

2007年
- キミキス pure rouge（里仲なるみ）
- げんしけん2（荻上千佳）
- シルバニアファミリー（キツネちゃん）
- D.C.II 〜ダ・カーポII〜（2007年 - 2008年、沢井麻耶、エルニーニョ絵梨奈）
- ひだまりスケッチ（2007年 - 2013年、宮子） - 4シリーズ + 特別編4本
- PRISM ARK（フェル、ハンス）

2008年
- To LOVEる -とらぶる-（2008年 - 2015年、藤崎綾） - 4シリーズ
- 我が家のお稲荷さま。（六瓢、フクロウ）

2009年
- 11eyes（奈月香央里）
- キディ・ガーランド（イヴェール）
- クイーンズブレイド（2009年 - 2012年、エリナ、ルー） - 3シリーズ
- ご姉弟物語（レイちゃん）
- タユタマ -Kiss on my Deity-（小鳥遊ゆみな）
- Phantom 〜Requiem for the Phantom〜（窪田早苗）

2010年
- 祝福のカンパネラ（アニエス・ブーランジュ）
- 真・恋姫†無双 〜乙女大乱〜（呂蒙）
- ストライクウィッチーズ2（マルチナ・クレスピ）
- 伝説の勇者の伝説（テルア）
- バカとテストと召喚獣（2010年 - 2011年、島田美波） - 2シリーズ
- ひめチェン!おとぎちっくアイドル リルぷりっ（夏目まひる）
- FORTUNE ARTERIAL 赤い約束（千堂伽耶）

2011年
- デジモンクロスウォーズ 〜時を駆ける少年ハンターたち〜（須藤ミホ）
- 日常（天使）
- 猫神やおよろず（賀茂雪那）
- 真剣で私に恋しなさい!!（不死川心）
- 魔法少女まどか☆マギカ（巴マミ、鹿目タツヤ、ワルプルギスの夜）
- 47都道府犬（北海道犬）

2012年
- アクセル・ワールド（パープル・ソーン）
- 恋と選挙とチョコレート（木場美冬）
- 男子高校生の日常（絵美）
- 武装神姫（アイネス）

2013年
- 閃乱カグラ（2013年 - 2018年、柳生） - 2シリーズ
- DIABOLIK LOVERS（カナト〈幼少期〉）
- 波打際のむろみさん（人魚1）
- フォトカノ（実原氷里）
- 〈物語〉シリーズ（2013年 - 2024年、忍野扇） - 7シリーズ
- ワルキューレロマンツェ（柊木綾子）

2014年
- ガールフレンド（仮）（姫島木乃子）
- グリザイアシリーズ（2014年 - 2015年、松嶋みちる） - 3シリーズ
- 咲-Saki- 全国編（滝見春）
- ディスク・ウォーズ:アベンジャーズ（ワスプ）
- みんな集まれ!ファルコム学園（2014年 - 2015年、ティオ） - 2シリーズ

2015年
- ピカイア!（2015年 - 2017年、ピカイア） - 2シリーズ

2016年
- ラララ ララちゃん シリーズ（2016年 - 2019年、ピュータン / ポック） - 4シリーズ
- 蒼の彼方のフォーリズム（イリーナ・アヴァロン）
- ViVid Strike!（高町ヴィヴィオ、シスターセイン）
- 少年メイド（日野美枝）

2017年
- 100%パスカル先生（伊集院きらり）
- マーベル フューチャー・アベンジャーズ（ワスプ）
- 妹さえいればいい。（春斗の妹）

2018年
- ゆるキャン△（2018年 - 2024年、志摩咲） - 3シリーズ
- 伊藤潤二『コレクション』（彩子）
- かくりよの宿飯（律子）

2019年
- サークレット・プリンセス（相沢歩）
- けものフレンズ2（チーター）
- 魔法少女特殊戦あすか（ローレライ☆マグダレーナ）
- 不機嫌なモノノケ庵 續（ササ）

2020年
- マギアレコード 魔法少女まどか☆マギカ外伝（2020年 - 2021年、巴マミ） - 2シリーズ
- へやキャン△（志摩咲、秘密結社テーブルクロス）
- うちタマ?! 〜うちのタマ知りませんか?〜（ノラの元飼い主）

2021年
- ゲキドル（日向智子）
- 半妖の夜叉姫（紫織）

2022年
- ある朝ダミーヘッドマイクになっていた俺クンの人生（浅草かおり）

2025年
- ギルドの受付嬢ですが、残業は嫌なのでボスをソロ討伐しようと思います（聖母）

### 劇場アニメ
2005年
- デュエル・マスターズ 闇の城の魔龍凰（桜井メイル）
- ロックマンエグゼ 光と闇の遺産（桜井メイル）

2007年
- KIDDY GRADE（メルクルディ） - 3部作

2010年
- 魔法少女リリカルなのはシリーズ（2010年 - 2018年、ユーノ・スクライア） - 4作品

2012年
- ストライクウィッチーズ 劇場版（マルチナ・クレスピ）
- ぷかぷかジュジュ（ミミカ様、ユウ）
- 劇場版 魔法少女まどか☆マギカ（2012年 - 2026年、巴マミ） - 4作品

2015年
- ARIA The AVVENIRE（アイ）

2016年
- アクセル・ワールド INFINITE∞BURST（パープル・ソーン）

2020年
- 劇場版ヴァイオレット・エヴァーガーデン（ユリス）

2021年
- ARIA The CREPUSCOLO（愛野アイ、ヒメ社長）
- ARIA The BENEDIZIONE（愛野アイ）

2022年
- 映画 ゆるキャン△（志摩咲）

### OVA
1999年
- 青の6号（ミューティオたち）

2000年
- エクスドライバー（女生徒 他）
- ファーストKiss☆物語 〜Kissからはじまる物語〜（織倉真奈美）

2002年
- ゲートキーパーズ21（女）

2004年
- アカネマニアックス（涼宮茜）
- カレイドスター 新たなる翼 -EXTRA STAGE-「笑わない すごい お姫様」（ロゼッタ・パッセル）
- ストラトス・フォー X SERIES（クルーA）
- 低俗霊DAYDREAM（みく）

2005年
- ストラトス・フォー アドヴァンス（青木霧子）

2006年
- カレイドスター ぐっどだよ!ぐぅーっど!（ロゼッタ・パッセル）
- カレイドスター Legend of phoenix 〜レイラ・ハミルトン物語〜（ロゼッタ・パッセル）
- げんしけん（荻上千佳） ※くじびき♥アンバランス DVD-BOX同梱
- ストラトス・フォー アドヴァンス 完結編（青木霧子）
- HELLSING OVA SERIES（2006年 - 2008年、インテグラ〈少女時代〉） - 2作品

2007年
- ARIA The OVA 〜ARIETTA〜（アイ）
- 英國戀物語エマ「幕間」（ヴィヴィアン・ジョーンズ）※コミック8巻 特装版付属
- 君が望む永遠〜Next Season〜（涼宮茜）

2008年
- クイズマジックアカデミー 〜オリジナルアニメーション〜（マロン）

2009年
- ときめきメモリアル4 ORIGINAL ANIMATION -始まりのファインダー-（七河瑠依）
- To LOVEる -とらぶる- OVA（藤崎綾）※コミックス第13巻〜第16巻限定版に付属

2010年
- クイーンズブレイド 美しき闘士たち（エリナ、ルー、女闘士A）
- クイズマジックアカデミー 〜オリジナルアニメーション2〜（マロン）

2011年
- カーニバル・ファンタズム（レン）
- 祝福のカンパネラOVA（アニエス・ブーランジュ）
- バカとテストと召喚獣 〜祭〜（島田美波）

2012年
- 猫神やおよろず（賀茂雪那）

2013年
- ヴァンキッシュド・クイーンズ 武者巫女無情（ルー）

2014年
- 私がモテないのはどう考えてもお前らが悪い!（小宮山琴美）※コミック7巻DVD付き初回限定特装版付属。

2015年
- 閃乱カグラ ESTIVAL VERSUS -水着だらけの前夜祭-（柳生）

2017年
- ViVid Strike!（高町ヴィヴィオ） - 第2・3・4巻に収録
- 岸辺露伴は動かない（一究）

2018年
- クイーンズブレイド UNLIMITED（エリナ）

2021年
- アリスインデッドリースクール（界原依鳴〈部長〉）

### Webアニメ
- あゆまゆ劇場（2006年、涼宮茜）
- 最終試験くじら（2007年、咲倉ゆん）
- ラララ ララちゃん（2015年、ピュータン、ポック）
- 暦物語（2016年、忍野扇[80]）
- うまゆる（2023年、秋川やよい理事長）
- 〈物語〉シリーズ オフ&モンスターシーズン（2024年、忍野扇[81]）
- Fate/Grand Order 藤丸立香はわからない Season2（2024年、ミス・クレーン）

### ゲーム
1996年
- NOëL NOT DiGITAL（学生）
- ワルキューレの伝説 外伝 ローザの冒険（フェアリーズI）

1997年
- 伸縮対戦It's a のに〜!（どな、チチ、キャプテン・ゴールド）
- ポリコギャル（亜矢）

1998年
- ゼルダの伝説 時のオカリナ（ナビィ）
- 初恋物語（なるみ）
- ファーストKiss☆物語（織倉真奈美）
- 村越正海の爆釣日本列島（狩野川の釣具屋の女性店員、片山津の女性釣り師、屋久島の女性釣り客）

1999年
- いつか、重なりあう未来へ（リュイ・ソウ） - 2作品
- ことぶきグランプリ〜めざせ原チャリキング〜（リ・ミンミン）
- デジモンワールド（女の子）
- リトル・ウィッチ パルフェ 〜黒猫印の魔法屋さん〜（ココット・キルシュ）
- リトル・ウィッチ レネット 〜スワンの涙ラプソディ〜（ココット・キルシュ）
- Little Lovers SHE SO GAME（大田智子）

2000年
- お花畑のフローレ（ココット・キルシュ）
- ココットのどきどきQUIZ大作戦（ココット・キルシュ） 〔『パルフェふぁんBOX』収録〕
- 通信対戦ロジックバトル 大雪戦（うにゃ、バロン、メイ、コロックル）
- ハートフルメモリーズ 〜Little Witch Parfait 2〜（ココット・キルシュ）
- POWER DoLLS 4（アニー・ウィルキンズ、ナム・ヨンジュ）
- ペルソナ2 罰（片山典子）
- Remote Presence（レナ・セイダーマン）

2001年
- Apocripha/0 アレクディスク（苔色のイプー、芸者A、子供F）
- Apocripha/0 プラチナディスク（苔色のイプー、芸者A、子供F）
- ゴー!ゴー!ぱそピコランド（まみ）

2002年
- デュアルハーツ（タンブル）
- パワードール5（アデーレ・ヴィルツ）
- ファーストKiss☆物語II 〜あなたがいるから〜（織倉真奈美）
- ラ・ピュセル 光の聖女伝説（キュロット）

2003年
- 藍より青し [PS2]（水無月妙子）
- 金色のコルダ（リリ）
- THE 美少女シミュレーションRPG MoonLightTale 〔SIMPLE2000シリーズ Vol.21〕（吉田P）
- ファンタスティックフォーチュン2（マリン＝スチュワート）
- 魔界戦記ディスガイア（ラハール、姉御肌のプリニー）
- ロックマンエグゼ トランスミッション（桜井メイル）

2004年
- 藍より青し 〜春夏〜（水無月妙子）
- 藍より青し 〜秋冬〜（水無月妙子）
- 片神名〜喪われた因果律〜（結城流花）
- クイズマジックアカデミー2（マロン）
- ゼルダコレクション（ナビィ）
- ファントム・ブレイブ（マローネ、ラハール、ネコサーベル、アーチャー）
- 双恋 -フタコイ-（白鐘沙羅）
- MELTY BLOOD Re・ACT（レン、白レン、システムボイス）

2005年
- クイズマジックアカデミー3（マロン）
- ココカン（ミルキャット、オットー）
- テイルズ オブ レジェンディア（ノーマ・ビアッティ）
- DUEL SAVIOR DESTINY（クレア）
- ファンタスティックフォーチュン2 ☆☆☆（マリン＝スチュワート）
- ファントム・キングダム（予言者プラム、マローネ、ラハール）
- フタコイ オルタナティブ 恋と少女とマシンガン（白鐘沙羅）
- 双恋島〜恋と水着のサバイバル〜（白鐘沙羅）
- MELTY BLOOD Act Cadenza（レン、白レン、システムボイス）

2006年
- We Are*（神明菊菜）
- うたわれるもの 散りゆく者への子守唄（サクヤ）
- キミキス（里仲なるみ、女子A）
- キミキス ちょっとおまけ劇場 Vol.1（里仲なるみ） 〔TECH GIAN 2007年2月号付録〕
- 魔界戦記ディスガイア PORTABLE（ラハール、姉御肌のプリニー、ニセラハール、アントワール）
- 魔界戦記ディスガイア2（ハナコ、ラハール）
- マブラヴ [全年齢版]（涼宮茜）
- マブラヴ オルタネイティヴ [全年齢版]（涼宮茜）
- MELTY BLOOD Act Cadenza [PS2]（レン、白レン、ネコアルク、システムボイス）
- REC☆ドキドキ声優パラダイス☆（遠藤もみじ）

2007年
- エンジェル・プロファイル（ラスト、レイレイ）
- キミキス ちょっとおまけ劇場 Vol.2/3（里仲なるみ） 〔TECH GIAN 2007年3・4月号付録〕
- 金色のコルダ2（リリ）
- 金色のコルダ2 アンコール（リリ）
- クイーンズブレイド ファンディスク 天使のおしかり（ナナエル） 〔クイーンズブレイド 2007年夏コミセット収録〕
- クイズマジックアカデミー4（マロン）
- 最終試験くじら Alive（咲倉ゆん）
- ゼルダの伝説 夢幻の砂時計（シエラ）
- ソウルクレイドル 世界を喰らう者（シェマ）
- ひぐらしデイブレイク改（公由夏美）
- ひぐらしのなく頃に祭（公由夏美）
- ひぐらしのなく頃に祭 カケラ遊び（公由夏美）
- レアバード★アドベンチャー 〜テイルズユニバース危機一髪!〜（ノーマ・ビアッティ） 〔『テイルズ オブ イノセンス』予約特典〕

2008年
- キミキス sideB（里仲なるみ）
- クイズマジックアカデミー5（マロン）
- クイズマジックアカデミーDS（マロン）
- スカーレット 〜日常の境界線〜（三条百合子）
- D.C.II P.S. 〜ダ・カーポII〜 プラスシチュエーション（沢井麻耶、沢井勇斗、エルニーニョ絵梨奈）
- ひぐらしデイブレイクPortable（公由夏美）
- ひぐらしのなく頃に絆 第一巻・祟（公由夏美）
- ひぐらしのなく頃に絆 第二巻・想（公由夏美）
- プリズム・アーク -AWAKE-（フェル）
- プリニー 〜オレが主人公でイイんスか?〜（アサギ、プリニーラハール、マローネ）
- 魔界戦記ディスガイア 魔界の王子と赤い月（ラハール、姉御肌のプリニー、ニセラハール、アントワール）
- 魔界戦記ディスガイア3（凶育委員長、ラハール、マローネ、バール、ハナコ、プラム、プレネールさん）
- MELTY BLOOD Actress Again（レン、白レン）
- To LOVEる -とらぶる- ワクワク! 林間学校編（藤崎綾）
- To LOVEる -とらぶる- ドキドキ! 臨海学校編（藤崎綾、タレント）

2009年
- 11eyes CrossOver（奈月香央里）
- クイーンズブレイド スパイラルカオス（エリナ）
- クイズマジックアカデミー6（マロン）
- ディスガイア インフィニット（ラハール）
- 桃華月憚 -光風の陵王-（犬飼真琴）
- ときめきメモリアル4（七河瑠依）
- ドリームクラブ（雪）
- ひぐらしのなく頃に絆 第三巻・螺（公由夏美）
- ひだまりスケッチ どこでもすごろく×365（宮子）
- ファントム・ブレイブ Wii（マローネ、ラハール、クローネ）
- 魔界戦記ディスガイア2 PORTABLE（ハナコ、ラハール、アクタレオ、アサギ、プレネールさん、マローネ、プラム）
- MELTY BLOOD Actress Again [PS2]（レン、白レン、瀬尾晶）
- ラ・ピュセル†ラグナロック（キュロット）

2010年
- 英雄伝説 零の軌跡（ティオ・プラトー）
- 金色のコルダ3（水嶋悠人）
- クイズマジックアカデミー7（マロン）
- クイズマジックアカデミーDS 〜二つの時空石〜（マロン）
- 祝福のカンパネラ Portable（アニエス・ブーランジュ）
- ストライクウィッチーズ2 いやす・なおす・ぷにぷにする（マルチナ・クレスピ）
- 超次元ゲイム ネプテューヌ（日本一ちゃん）
- ドリームクラブ・ポータブル（雪）
- ぱすてるチャイムContinue [PSP]（ナツミ・キャメロン）
- ファントム・ブレイブ PORTABLE（マローネ、ラハール、クローネ）
- 武装神姫 BATTLE MASTERS（戦乙女型 アルトアイネス）
- 武装神姫 BATTLE RONDO（戦乙女型 アルトアイネス）
- プリニー2 〜特攻遊戯! 暁のパンツ大作戦ッス!!〜（アサギ）
- 魔法少女リリカルなのはA's PORTABLE -THE BATTLE OF ACES-（ユーノ・スクライア）
- MELTY BLOOD Current Code（レン、白レン、瀬尾晶）

2011年
- アマガミぬくぬくまーじゃん（里仲なるみ）
- 英雄伝説 碧の軌跡（ティオ・プラトー）
- 乙女はお姉さまに恋してるPortable 2人のエルダー（ケイリ・グランセリウス）
- 久遠の絆 再臨詔 フルボイス版（斎栞、賀茂桐子）
- ゼルダの伝説 時のオカリナ3D（ナビィ）
- 籠の中のアリシス（エム、エル）
- クイーンズゲイト スパイラルカオス（エリナ）
- クイズマジックアカデミー8（マロン）
- 水月 弐（三上七葉）
- 閃乱カグラ -少女達の真影-（柳生）
- 超次元ゲイム ネプテューヌmk2（日本一ちゃん）
- TERA (オンラインゲーム)（エリーン）
- テイルズ オブ ザ ワールド レディアント マイソロジー3（ノーマ・ビアッティ）
- ドリームクラブZERO（雪）
- ドリームクラブZERO ポータブル（雪）
- ファントム・キングダム PORTABLE（預言者プラム、ペタ）
- 武装神姫 BATTLE MASTERS Mk.2（戦乙女型 アルトアイネス）
- Paperman（フッド）
- 魔界戦記ディスガイア4（ラハール）
- 魔法少女リリカルなのはA's PORTABLE -THE GEARS OF DESTINY-（ユーノ・スクライア、高町ヴィヴィオ）
- みらくる☆パーティー -不思議の幻想郷2-（河城にとり、十六夜咲夜、茨木華扇）
- 萌え萌え大戦争☆げんだいばーん（あたごさん、ネコ）
- 萌え萌え大戦争☆げんだいばーん+（マリーヤ、あたごさん、ネコ）
- 萌え萌え大戦争☆げんだいばーん 3D（あたごさん、ネコ）

2012年
- 英雄伝説 零の軌跡 Evolution（ティオ・プラトー）
- ガールフレンド（仮）（2012年 - 2022年、姫島木乃子、宮子、巴マミ）
- きらめきスクールライフSP★the wonder years（アイナ・ロックフィールド）
- クイズマジックアカデミー 賢者の扉（マロン）
- 恋と選挙とチョコレート PORTABLE（木場美冬）
- この部室は帰宅しない部が占拠しました。ぽーたぶる（秋月琴音） - 2作品
- 閃乱カグラ Burst -紅蓮の少女達-（柳生）
- ドリームクラブ Complete Edipyon!（雪）
- 那由多の軌跡（ナユタ・ハーシェル）
- バカとテストと召喚獣 PORTABLE（島田美波）
- Phantom -PHANTOM OF INFERNO-(Xbox 360版)（窪田早苗）
- PhaseD シリーズ（高峯夏希）
  - PhaseD 蒼華の章
  - PhaseD 白影の章
  - PhaseD 黒聖の章
  - PhaseD 朱姫の章

- フォトカノ（実原氷里）
- ペルソナ2 罰 ETERNAL PUNISHMENT（片山典子）
- マージャン★ドリームクラブ（雪）
- 真剣で私に恋しなさい!!R（不死川心）
- マブラヴ オルタネイティヴ クロニクルズ 再誕（涼宮茜）
- 魔法少女まどか☆マギカ ポータブル（巴マミ）
- みらくる超パーティー -早苗と天子の幻想迷宮-（河城にとり、十六夜咲夜、茨木華扇）
- 萌え萌え大戦争☆げんだいばーん++（マリーヤ、あたごさん、ネコ）
- 嫁コレ（巴マミ、木場美冬、水嶋悠人）

2013年
- あかやあかしやあやかしの（少女A）
- 金色のコルダ3 フルボイス Special（水嶋悠人）
- グリザイアの果実 -LE FRUIT DE LA GRISAIA-（松嶋みちる）
- 劇場版 魔法少女まどか☆マギカ The Battle Pentagram（巴マミ）
- コンセプションII 七星の導きとマズルの悪夢（セリナ）
- 雀聖歌姫 クロノ★スター（真日留祈）
- 雀聖学園 クロノ★マジック（木々野アオ）
- 神撃のバハムート（メドゥーサ）
- 閃乱カグラ SHINOVI VERSUS -少女達の証明-（柳生）
- Double Score 〜Cosmos×Camellia〜（周防暁、周防純、周防葵）
- 地球壊滅的B級カノジョ
- ディスガイア D2（ラハール/ラハールちゃん）
- ドリームクラブZERO Special Edipyon!（雪）
- フォトカノ Kiss（実原氷里）
- 魔女と百騎兵（ネザリア）

2014年
- アイドル魔法少女ちるちる☆みちる（松嶋みちる）
- 英雄伝説 碧の軌跡 Evolution（ティオ・プラトー）
- 機動戦士ガンダム オンライン（女性パイロット〈陽気II〉）
- 金色のコルダ3 AnotherSky feat.天音学園（水嶋悠人）
- 金色のコルダ3 AnotherSky feat.至誠館（水嶋悠人）
- 金色のコルダ3 AnotherSky feat.神南（水嶋悠人）
- クイズマジックアカデミー 天の学舎（マロン）
- グリザイアの迷宮 -LE LABYRINTHE DE LA GRISAIA-（松嶋みちる）
- グリザイアの楽園 -LE EDEN DE LA GRISAIA-（松嶋みちる）
- 恋姫†演武（呂蒙）
- 閃乱カグラ NewWave（柳生）
- 閃乱カグラ2 -真紅-（柳生）
- テイルズ オブ ザ ワールド レーヴ ユナイティア（ノーマ・ビアッティ）
- デカ盛り 閃乱カグラ（柳生）
- ファンタシースターオンライン2（アウロラ）
- 不思議の幻想郷3（茨木華扇、河城にとり）
- 魔法少女大戦 ZANBATSU（フラワースノウ）
- メテオスクールガール（結城冬花）
- もっと姉、ちゃんとしようよっ! +PLUS（明日原千鳥、埠頭みさき）

2015年
- エビコレ フォトカノ Kiss（実原氷里）
- グランブルーファンタジー（2015年 - 2022年、メドゥーサ）
- 劇場版 魔法少女まどか☆マギカ MAGICARD BATTLE（巴マミ）
- 咲-Saki- 全国編（滝見春）
- ジョジョの奇妙な冒険 アイズオブヘブン（辻彩）
- 白猫プロジェクト（メルクリオ・C・アンジェロ）
- 閃乱カグラ ESTIVAL VERSUS -少女達の選択-（柳生）
- ひぐらしのなく頃に粋（公由夏美）
- ひとつ飛ばし恋愛V（園原碧里）
- 不思議の幻想郷 -THE TOWER OF DESIRE-（茨木華扇、河城にとり）
- ポップアップストーリー 魔法の本と聖樹の学園（リタ・ドレイク）
- 物部布都と7つの試練（河城にとり）
- ゆるかみ!
- 消滅都市（メシエ）

2016年
- 蒼の彼方のフォーリズム（イリーナ・アヴァロン）
- ARIA 〜AQUA RITMO〜（愛野アイ）
- イノセントベイン（東山陽奈）
- ヴァルキリーアナトミア -ジ・オリジン-（リタ）
- 金色のコルダ4（水嶋悠人）
- 真空管ドールズ（ユリア）
- チェインクロニクル（2016年 - 2024年、ラザニル、チヨコ）
- 果つることなき未来ヨリ（アイオ＝ライオ＝カミリア）
- Harmonia -ハルモニア-（シオナ）
- ポコロンダンジョンズ （2016年 - 2025年、巴マミ）
- 不思議の幻想郷 TOD RELOADED（茨木華扇、河城にとり、十六夜咲夜） - 咲夜はDLC追加キャラクター
- アラド戦記（クリエイター）

2017年
- モン娘☆は〜れむ（リタ）
- 拡張少女系トライナリー（クワイエット）
- ファイアーエムブレム ヒーローズ（2017年 - 2025年、ウルスラ、エイリーク）
- アクセル・ワールド VS ソードアート・オンライン 千年の黄昏（パープル・ソーン）
- 閃乱カグラ PEACH BEACH SPLASH（柳生）
- クイズRPG 魔法使いと黒猫のウィズ（2017年 - 2021年、ミスティハイド、巴マミ）
- 君が望む真愛（涼宮茜）
- 戦艦少女R（加賀、ニューオーリンズ、ホーネット）
- 白と黒のアリス（ミスティ）
- グリザイアの果実 -SIDE EPISODE-（松嶋みちる）
- マギアレコード 魔法少女まどか☆マギカ外伝（2017年 - 2024年、巴マミ）
- 英雄伝説 閃の軌跡 III（ティオ・プラトー、緋のローゼリア）
- デスティニーチャイルド（ランフェイ）
- きららファンタジア（宮子）
- アズールレーン（2017年　- 2023年、長春、大原、エセックス） - 2作品
- 侵攻のオトメギアス（2017年　- 2018年、モンモン）

2018年
- 英雄伝説 閃の軌跡IV -THE END OF SAGA-（緋のローゼリア、ティオ・プラトー）
- 閃乱カグラ Burst Re:Newal（柳生）
- 魔界ウォーズ（ラハール）
- 白と黒のアリス -Twilight line-（ミスティ）
- タユタマ2 -you're the only one-（小鳥遊ゆみな）

- ヴァルキリーコネクト（巴マミ）

- キングスレイド（クリシャ）

2019年
- エンゲージプリンセス（カジカ）
- 金色のコルダ オクターヴ（水嶋悠人）
- ブラッドステインド:リチュアル・オブ・ザ・ナイト（ドミニク）
- エレメンタルストーリー （2019年 - 2025年、ラハール、巴マミ）
- 不思議の幻想郷 -ロータスラビリンス-（河城にとり 他）
- オメガラビリンス ライフ（紫咲由梨香）
- テイルズ オブ ザ レイズ（ノーマ）
- 魔界戦記ディスガイアRPG（ラハール、ラハールちゃん、雷帝ラハール、超魔王ラハール、勇者ラハール、超魔王ラハールちゃん、魔女式ラハールちゃん、RKラハールちゃん、雷帝ラハールちゃん、魔神ハナコ、プレネール、未来戦士プレネール、闇鮫魔王プレネール、ペタ、オレ様魔王式ペタ、プラム、魔王プラム、巴マミ）
- クイーンズブレイド WHITE TRIANGLE（エリナ）
- 異世界で始める偉人大戦争 〜陣取りしてみませんか〜（徳川家康）

2020年
- アークナイツ（メイ、ラヴァ）
- 東方キャノンボール（四季映姫・ヤマザナドゥ）
- ドラゴンクエスト ライバルズ（怪盗ポイックリン）
- Fate/Grand Order（2020年 - 2025年、ミス・クレーン / ジュネス･クレーン） - 2作品
- 英雄伝説 創の軌跡（ティオ・プラトー、緋のローゼリア）
- ブラウンダスト（ロマネッティ）
- メガミラクルフォース（ティオ・プラトー）
- ビーナスイレブンびびっど!（エリナ）
- グリザイア クロノスリベリオン（2020年 - 2023年、松嶋みちる） - 2作品

2021年
- 魔界戦記ディスガイア6（ラハール）
- ウマ娘 プリティーダービー（2021年 - 2023年、秋川やよい）
- ひぐらしのなく頃に 命（2021年 - 2022年、藤堂夏美 / 公由夏美）

2022年
- ドラゴンクエストX（チリ / 怪盗ポイックリン、スラクト）2作品
- ブルーアーカイブ -Blue Archive-（2022年 - 2023年、千鳥ミチル）
- 原神（久岐忍）
- うたわれるもの ロストフラグ（サクヤ）
- とある魔術の禁書目録 幻想収束（2022年 - 2024年、アレイスター＝クロウリー（少女））
- モンスターストライク（2022年 - 2024年、巴マミ）

2023年
- ファイアーエムブレム エンゲージ（エイリーク）
- サイコロサイコ -セブンスヘブン-（七七）
- アサルトリリィ Last Bullet（巴マミ）
- セガNET麻雀 MJ（巴マミ）
- m HOLD’EM（エムホールデム）（巴マミ）

2024年
- 三国ドライブ（巴マミ）
- ぷよぷよ!!クエスト（巴マミ）
- 東方スペルカーニバル（射命丸文）
- 不思議の幻想郷 -FORESIGHT-（十六夜咲夜）
- アウタープレーン（シャーロット）
- ファントム オブ キル -オルタナティブ・イミテーション-（巴マミ）
- ウマ娘 プリティーダービー 熱血ハチャメチャ大感謝祭!（秋川やよい）
- マブラヴ：ディメンションズ（松嶋みちる）
- プリンセスコネクト!Re:Dive（メドゥーサ）

2025年
- ファントム・ブレイブ 幽霊船団と消えた英雄（マローネ、ラハール）
- 魔法少女まどか☆マギカ Magia Exedra（巴マミ、鹿目タツヤ）

### ドラマCD
1996年
- ワルキューレの伝説 外伝 ローザの冒険 [CD]（フェアリーズI）

1998年
- ファーストKiss☆物語1 ファーストエピソード〜織倉香奈〜（織倉真奈美）

1999年
- ファーストKiss☆物語 Vol.2 〜コレクション オブ ショートエピソーズ〜（織倉真奈美）
- ファーストKiss☆物語 Vol.3 〜蒼月ひより〜（織倉真奈美）
- ファーストKiss☆物語 〜SCRAP BOOK Vol.1/2〜（織倉真奈美）
- リトル・ウィッチ レネット ドラマCD（ココット・キルシュ） 〔ゲームソフトに付属〕

2000年
- お花畑のフローレ ドラマCD（ココット・キルシュ）※ゲームソフトに付属

2001年
- ちっちゃな雪使いシュガー magical stage.1（ペッパー）

2002年
- 藍より青し 藍青放送局（水無月妙子）
- 藍より青し 藍青劇盤一 向日葵/二 秋桜（水無月妙子）
- Kiddy Grade Sound Layer Vol.1（メルクルディ）
- ゲートキーパーズ21 EPISODE：0 AYANE（遠山ちあき） 〔DVD EPISODE：1 限定版付属〕
- G-onらいだーす ドラマCD Glass.1/2/3（マコ）
- ちっちゃな雪使いシュガー magical stage.2（ペッパー）
- ちっちゃな雪使いシュガー music note.2（ペッパー） 〔サウンドトラック集にドラマ収録〕
- ちっちゃな雪使いシュガー ドラマCD（ペッパー）
- 伯爵カインシリーズ ゴッド チャイルド（マリーウェザー・ハーグリーヴス） 〔花とゆめ 応募者全員サービス〕
- ラ・ピュセル 光の聖女伝説 ドラマCD（キュロット）

2003年
- 藍より青し 吉報（水無月妙子） 〔コミック11巻初回限定版付属〕
- 藍より青しの夏休み（水無月妙子）
- 藍青〜縁〜 音盤 松（水無月妙子） 〔サウンドトラック集にドラマ収録〕
- 藍青〜縁〜 劇盤一 竹（水無月妙子）
- カレイドスター 〜2枚目の すごい ミニアルバム〜（ロゼッタ・バッセル） 〔ミニアルバムにドラマ収録〕
- Kiddy Grade Sound Layer Vol.2/3/4/5（メルクルディ）
- 金色のコルダ 微風のスケルツォ（リリ）
- Fantastic Fortune 2 Marine style（マリン＝スチュワート）
- 魔界戦記ディスガイア ドラマCD（ラハール）

2004年
- 藍より青し 〜旅情編〜（水無月妙子）
- 藍青〜縁〜 劇盤二 梅（水無月妙子）
- ARIA Drama CD I（水無灯里）
- 学園アリス（正田スミレ） 〔花とゆめ 応募者全員サービス〕
- カレイドスター サウンドイリュージョン 明日の すごい カレイドスター・アリエスステージ（ロゼッタ・バッセル）
- 金色のコルダ 木漏れ日のソナタ（リリ）
- 金色のコルダ きみと会う前に（リリ） 〔PS2用ソフト プレミアムBOX同梱〕
- 金色のコルダ fantasmagoria（リリ）
- 久遠の絆 平安編（賀茂桐子）
- Fantastic Fortune 2 Aoi Romance/Aqua Balance（マリン＝スチュワート）
- ファントム・ブレイブ オリジナルサウンドドラマ（マローネ、ラハール）
- 双恋 -フタコイ-（白鐘沙羅） 〔PS2用ソフト 初回限定版付属〕
- 双恋 スペシャルドラマCD（白鐘沙羅） 〔電撃G's magazine 2004年11月号付録〕
- 魔法少女リリカルなのは サウンドステージ 01（ユーノ・スクライア）
- ルボー・サウンドコレクション 花嫁くん（艸田三咲）

2005年
- AQUA（水無灯里）
- ARIA Drama CD II（水無灯里）
- ARIA The ANIMATION Drama CD I BLUE/II RED（アイ）
- カレイドスター サウンドイリュージョン 明日の すごい カレイドスター・トーラスステージ（ロゼッタ・バッセル）
- カレイドスター サウンドイリュージョン 明日の すごい カレイドスター・キャンサーステージ（ロゼッタ・バッセル）
- 金色のコルダ 目覚めのカノン/気まぐれフーガ（リリ）
- テイルズ オブ レジェンディア オリジナルサウンドトラック（ノーマ・ビアッティ） 〔サウンドトラック集にドラマ収録〕
- Purism×Egoist ドラマCD Vol.1/2/3（ゆみな）
- ファントム・キングダム ドラマCD DISC1/2（予言者プラム）
- 双恋 ドラマアルバム twinkle bright（白鐘沙羅）
- PRISM ARK スペシャルサウンドパッケージ RED/ORANGE/YELLOW/GREEN/BLUE（フェル） 〔ミニアルバムにドラマ収録〕
- 魔法少女リリカルなのは サウンドステージ 03（ユーノ・スクライア）

2006年
- THE IDOLM@STER ドラマCD Scene.03 〜天海春香＆秋月律子＆水瀬伊織編〜（アヤ）
- ARIA The ANIMATION Drama CD III ORANGE（アイ）
- ARIA The ANIMATION Drama CD Special Navigation（アイ） 〔パーフェクトガイドブック付属〕
- ARIA The NATURAL Drama CD I/II（アイ）
- ARIA The NATURAL Drama CD Special Navigation（アイ） 〔パーフェクトガイドブック付属〕
- We Are* Piece of Peace Vol.1 朝霞天（神明菊菜）
- We Are* Piece of Peace Vol.3 神明菊菜（神明菊菜）
- うたわれるもの オリジナルドラマ 〜トゥスクルの内乱〜（サクヤ）
- 江ノ島ベイビィ（柿生みさ）
- カレイドスター サウンドイリュージョン 明日の すごい カレイドスター・ウィンディステージ（ロゼッタ・バッセル）
- キミキス プレリュードキスCD（里仲なるみ） 〔PS2用ソフト 初回限定版付属〕
- キミキス ドラマCD Vol.1 ふたりだけのキスシーン 〜星乃結美〜（里仲なるみ）
- キミキス ドラマCD Vol.2 ふたりのラブラブうどん 〜里仲なるみ＋菜々〜（里仲なるみ）
- キミキス ドラマCD Vol.3 星の数よりキスして 〜二見瑛理子〜（里仲なるみ）
- 金色のコルダ divertimento（リリ）
- げんしけん 現代視覚文化研究会活動記録（荻上千佳） 〔コミック9巻 特装版付属〕
- ちょこッとSister あんちょこ 1/2/3/4冊目（芹川千歳）
- テイルズ オブ レジェンディア 〜voice of character quest〜 1/2（ノーマ・ビアッティ）
- ドラマCD 召喚士マリア 出会いには花束を、小さき恋に別れの涙を。（フリーダ）
- Dramatic CD Collection 僕は君の鳥になりたい。（小山萌）
- 魔界戦記ディスガイア2 ドラマCD1 〜魔王降臨編〜（ラハール）
- 魔界戦記ディスガイア2 ドラマCD2 〜魔界騒乱編〜（ハナコ）

2007年
- アーネンエルベの一日（白レン）
- キミキス スペシャルドラマCD（里仲なるみ） 〔ドラマCD全巻購入特典〕
- キミキス ドラマCD セカンドシーズン Vol.1/2/3（里仲なるみ）
- 金色のコルダ〜primo passo〜 キャラクターコレクション 6/7（リリ）
- 金色のコルダ2 〜絹雲のレガート〜/〜水面のスタッカート〜/〜碧のさざなみ〜/〜gloria〜（リリ）
- げんしけん2 ドラマCD1（荻上千佳） 〔DVD第1巻 初回特典〕
- コーセルテルの竜術士物語（ラルカ）
- ソウルクレイドル ドラマCD 〜宮廷魔術師ヨードの華麗なる!大冒険〜（シェマ）
- ドラマCD 半分の月がのぼる空 Vol.4/5（水谷みゆき）
- B型H系 集英社ドラマCD（竹下美香）
- プリズム・アーク れいんぼ〜☆ ドラマCD（フェル）
- PRISM　ARK PRIVATE SONG Vol.3（フェル） 〔ミニアルバムにショートドラマ収録〕
- 魔法少女リリカルなのはStrikerS サウンドステージ 02（ヴィヴィオ）
- 魔法少女リリカルなのはStrikerS サウンドステージ 03（ユーノ・スクライア、セイン）
- 魔法少女リリカルなのはStrikerS サウンドステージ 04（ヴィヴィオ、セイン）

2008年
- ARIA The ORIGINATION Drama CD I 〜雪〜/II 〜月〜/III 〜花〜（アイ）
- ARIA The ORIGINATION Drama CD Special Navigation（アイ） 〔パーフェクトガイドブック付属〕
- 勤しめ! 仁岡先生 スクエニ4コマ×3フェア オリジナルドラマCD（浅井）
- キミキス pure rouge 特製キャラクターCD 里仲なるみ編（里仲なるみ） 〔DVD第4巻 初回特典〕
- 金色のコルダ2 〜雪どけの陽光〜/〜青空トーン〜/〜熱風ウィング〜（リリ）
- 月光のカルネヴァーレ ドラマCD 狂乱のコンプレアンノ（ルナリア）
- げんしけん2 ドラマCD2（荻上千佳） 〔DVD第2巻 初回特典〕
- StrikerS サウンドステージX（高町ヴィヴィオ、セイン）
- 〜SECOND〜 恋愛シチュエーションボイス（AKI）
- ドラマCD しるバ.（ロケット少女）
- ドラマCD To LOVEる -とらぶる-（綾）
- To LOVEる -とらぶる- Variety CD その1/4（藤崎綾）
- ひぐらしのなく頃に ドラマCD 村崩し編（公由夏美） 〔ひぐらしのなく頃に絆 第二巻・想 限定版付属〕
- ひだまりスケッチ×365 ドラマCD（宮子）
- ひだまりスケッチ×365 特典ドラマCD1/2（宮子） 〔DVD Vol.1/4 限定版付属〕
- プリズム・アーク れいんぼ〜☆ ドラマCD2/3（フェル）
- プリズム・アーク ドラマCD シスター・ヘル プリズム変化（フェル）
- 魔法少女リリカルなのはStrikerS サウンドステージ M3（高町ヴィヴィオ） 〔メガミマガジン 2008年9月号付録〕
- ヤンデレの女の子に死ぬほど愛されて眠れないCDぎゃーーーっ!（綾小路咲夜）

2009年
- ARIA The ANIMATION Drama CD Extra Navigation（アイ） 〔Drama CD BOX特典〕
- ARIA Drama CD 「その 憧れの人をめざして…」（アイ） 〔ARIA The ANIMATION DVD-BOX特典〕
- ARIA Drama CD 「その 蒼い結晶に誓って…」（アイ） 〔ARIA The NATURAL DVD-BOX特典〕
- クイーンズブレイド 流浪の戦士 ドラマCD vol.1（エリナ）
- クイーンズブレイド 流浪の戦士 キャラクターソングCD Vol.6（エリナ） 〔ミニアルバムにショートドラマ収録〕
- クイーンズブレイド リベリオン 美闘士戦記 ドラマCD（エリナ）
- 幻想郷ミソギバライ（八雲紫、洩矢諏訪子）
- ドラマCD P.S.すりーさん VOL.1（すりーさん）
- ナビかの〜おむかえにきちゃった♡〜（かのみ）
- 猫神やおよろず 神饌音盤 巻の一/二（メイ子）
- ひぐらしのなく頃に ドラマCD 幸探し編（公由夏美） 〔ひぐらしデイブレイクPortable MEGA EDITION 限定BOX付属〕
- 魔法少女リリカルなのは The MOVIE 1st ドラマCD Side-N（高町ヴィヴィオ）
- 魔法少女リリカルなのは The MOVIE 1st ドラマCD Side-F（ユーノ・スクライア）
- みずたまぱにっく。 -This is MIZUTAMASHIRO!!-（水田マシロ）

2010年
- ARIA The NATURAL Drama CD Extra Navigation（アイ、ヒメ社長） 〔Drama CD BOX特典〕
- ARIA The ORIGINATION Drama CD Extra Navigation（アイ） 〔Drama CD BOX特典〕
- ARIA Drama CD 「その 希望に満ちたピクニックに…」（アイ） 〔ARIA The ORIGINATION DVD-BOX特典〕
- 金色のコルダ3 〜はじまりの夏〜（水嶋悠人）
- 金色のコルダ3 SS（スクールシリーズ） I 〜星奏学院〜（水嶋悠人）
- クイーンズブレイド リベリオン 美闘士戦記 激動編 ドラマCD（エリナ）
- ときめきメモリアル4 ボーカル＆ストーリーズ Vol.2（七河瑠依）
- ドラマCD バカとテストと召喚獣 僕と黒子と如月グランドパーク（島田美波）
- ドラマCD P.S.すりーさん VOL.2（すりーさん）
- ドラマCD P.S.すりーさん 2011〜開幕版〜（すりーさん）
- 猫神やおよろず 奇縁宿縁コンテンション（メイ子） 〔チャンピオンREDいちご Vol.22付録〕
- ひだまりスケッチ×☆☆☆ キャラクターCD vol.5 宮子（宮子） 〔BD/DVD第5巻 完全生産限定版特典〕
- モンスターコレクションTCG ドラマCD 七星魔導史マフィン伝 「魔剣の姫君と花園の歌姫」（ドリブラ）
- ヤンデレ惨 〜ヤンデレの女の子に死ぬほど愛されて眠れないCD3〜（桜ノ宮亜梨主）
- レイン 雨の日に生まれた戦士（シェルファ・アイラス・サンクワール）

2011年
- 零の軌跡 レン物語 〜陽光のぬくもりに抱かれて〜（ティオ・プラトー）
- 零の軌跡 第一章 〜神狼たちの午後〜（ティオ・プラトー）
- 魔法少女リリカルなのは The MOVIE 2nd A's ドラマCD付き特別鑑賞券 Side-T（高町ヴィヴィオ）
- モンスターコレクションTCG ドラマCD 七星魔導史マフィン伝 「魔剣の姫君と女神候補生」（ドリブラ）
- BD 魔法少女まどか☆マギカ 第3巻 特典CD 「サニーデイ　ライフ」（巴マミ）
- BD 魔法少女まどか☆マギカ 第5巻 特典CD 「フェアウェル・ストーリー」（巴マミ）

2012年
- あかやあかしやあやかしの ドラマCD（少女A）
- この部室は帰宅しない部が占拠しました。（秋月琴音）
- 忍びよる恋はくせもの（風巻奏）
- ワルキューレロマンツェ 少女騎士物語 第1巻（柊木綾子）
- 劇場版 魔法少女まどか☆マギカ ドラマCD ｢夏の魔法少女強化合宿!!｣（巴マミ）

2013年
- いっしょに寝るの! 〜inverno notturno〜（勝土岐たみ代）
- ココロ君色サクラ色（花枝くるみ）
- 神曲奏界ポリフォニカ エイフォニック・ソングバード（ミタオカ・ラグナス）
- ワルキューレロマンツェ 少女騎士物語 第3巻（柊木綾子）

2015年
- あの娘にキスと白百合を ドラマCD1 スイートハートビート（黒沢ゆりね）
- あの娘にキスと白百合を ドラマCD2 スターダストラヴァーズ（黒沢ゆりね）

2016年
- あの娘にキスと白百合を ドラマCD3 ディアマイガーデン（黒沢ゆりね）
- 魔法少女リリカルなのは Reflection（高町ヴィヴィオ）※ドラマCD付き特別鑑賞券 - 2種

### 吹き替え
ドラマ
- コールドケース4（マディソン・リード）14話
- ボーイ・ミーツ・ワールド（ステイシー）第2シーズン11話

映画
- ディヴァイン（ドゥニア）

### ラジオ
※はインターネット配信。
- 倉ちゃん・水橋のにくきうくらぶ（2001年、キャラアニTVステーション※）
- 魔界戦記ディスガイア×ラジオ（2002年 - 2003年、ラジ＠※）
- ファントム・ブレイブ×ラジオ（2003年 - 2004年、ラジ＠※）
- VOICE CREW（2003年 - 2004年、NACK5）
- ラジオアカネマニアックス（2005年、君のぞらじお※）
- 亜美とかおりのキミキス チューニングアップ♪（2006年、音泉※）
- かおりと涼のキミキス チューニングポップ♪（2006年 - 2008年、音泉※）
- げんちょけん おたくならぢを（2007年 - 2008年、アニメイトTV※・Showgate RADIO※・メディファクラジオ※）
- 君のぞらじお 〜Next Season〜（2008年 - 2009年、君のぞらじお※）
- 君のぞらじお eternity（2009年 - 2010年、君のぞらじお※）
- ラジオ Dream C Club 第1期（2009年 - 2010年、音泉※）
- ひだまり楽屋裏ジオ（2009年、ランティスウェブラジオ※）
- ラジオ Dream C Club 第2期（2010年 - 2011年、音泉※）
- ティオのファルコムラジオめんどくさいです…でもがんばります（2011年 - 2015年、ファルコムラジオ※・ランティスウェブラジオ※）
- ひだまり楽屋裏ジオ×ハニカム（2012年、ランティスウェブラジオ※）
- ガルフレラジオ 〜エレナと木乃子の秘密の放課後〜（2013年 - 2015年、HiBiKi Radio Station※）[219]
- ひだまりラジオ×ハニカム リメイク（2016年 - 、ランティスウェブラジオ※）

### ボイスCD
- 藍より青し 〜春夏〜（水無月妙子） 〔ゲームソフトにシステムボイス集付属〕
- ちっちゃな雪使いシュガー music note.1（ペッパー） 〔サウンドトラック集にメッセージボイス収録〕
- ツンデレ体操CD こどものたいそう（ななか）
- ファーストKiss☆物語 ヴォイスコレクション（織倉真奈美）
- ファーストKiss☆物語 デスクトップアクセサリー集 第一/第二/最終章（織倉真奈美）
- Fantastic Fortune 2 デジタルアクセサリー（マリン=スチュワート）
- Miracle Train First VoiceCD 五反田メガミ（五反田メガミ）

### ASMR
- 【アニメ化音声】幼馴染のお母さんに髪を切って貰う話。――ヘアーケアASMR （2022年、浅草かおり）[220]
- 【アニメ化音声】本当に怖い百物語ASMR。――深闇の誘いヲ■に囁く （2022年、浅草かおり）[221]
- 【アニメ化音声】浅草家の食卓。姉と妹とお母さんといっしょ。――わんこになって可愛がられるASMR （2022年、浅草かおり）[222]
- 【アニメ化音声】六重奏ASMR――ヒロイン全員ハーレムで、あなただけにご奉仕します （2022年、浅草かおり）[223]

### パチンコ・パチスロ
- SANKYO CRフィーバー大夏祭り（花菱もえ）
- SLOT魔法少女まどか☆マギカ（2013年、巴マミ）
- パチンコCR閃乱カグラ（2016年、柳生）
- SLOT魔法少女まどか☆マギカ2（2016年、巴マミ）
- パチスロ閃乱カグラ（2017年、柳生）
- ぱちんこ魔法少女まどか☆マギカ（2017年、巴マミ）
- SLOT魔法少女まどか☆マギカA（2017年、巴マミ）
- SLOT劇場版魔法少女まどか☆マギカ[新編]叛逆の物語（2019年、巴マミ）
- ぱちんこ劇場版魔法少女まどか☆マギカ（2019年、巴マミ）
- SLOT劇場版魔法少女まどか☆マギカ[前編]始まりの物語/[後編]永遠の物語（2021年、巴マミ）
- スマスロ劇場版魔法少女まどか☆マギカ[前編]始まりの物語/[後編]永遠の物語f-フォルテ-（2023年、巴マミ[224]）
- P魔法少女まどか☆マギカ3（2024年、巴マミ[225]）
- スマスロ マギアレコード 魔法少女まどか☆マギカ外伝（2025年、巴マミ）
- e マギアレコード 魔法少女まどか☆マギカ外伝（2025年、巴マミ）

### CM
- 【ウマ娘 プリティーダービー】CM「これからも、全力！」篇（2024年、ナレーション[226]）

### その他コンテンツ
- テレビ朝日『夏目と右腕』（ナレーション）
- ゼルダの伝説 時のオカリナ 任天堂公式攻略ビデオ（ナビィ、ナレーション）
- ファントム・ブレイブ デジタル原画集（おまけのデジタルコミックを執筆）
- ゆりかもめ 構内音声案内 - テレコムセンター駅
- DREAM C CLUB PURE SONGS CLIPS（雪）
- テイルズ オブ フェスティバル 2008
- 関西テレビ ドラマ大阪環状線-Part3-一駅ごとのスマイル（環状線くん）
- NHK Eテレ『ピタゴラスイッチ』（グラオ）
- 終物語 上 （2022年、朗読）[227]

## ディスコグラフィ

### キャラクターソング
| 発売日   | 商品名                                                                                               | 歌 | 楽曲                                                       | 備考                                                                                                |
| 1996年   | 1996年                                                                                               | 1996年 | 1996年                                                     | 1996年                                                                                              |
| -------- | --- | --- | ---------------------------------------------------------- | --------------------------------------------------------------------------------------------------- |
| 3月25日  | ワルキューレの伝説 外伝 ローザの冒険                                                                 | フェアリーズ | 「恋する乙女は忙しい」                                     | デジタルコミック『ワルキューレの伝説 外伝 ローザの冒険』挿入歌                                      |
| 1999年   | | |                                                            | |
| 1月17日  | ファーストKiss☆物語 イメージソングbook                                                               | 織倉真奈美（水橋かおり） | 「CANDY HEART」                                            | ゲーム『ファーストKiss☆物語』関連曲                                                                 |
| 2000年   | | |                                                            | |
| 9月30日  | パルフェ ソングこれくしょん                                                                          | ココット＝キルシュ（水橋かおり） | 「渚のハッピーバカンス」                                   | ゲーム『リトル・ウィッチ パルフェ』関連曲                                                           |
| 2001年   | | |                                                            | |
| 12月21日 | ちっちゃな雪使いシュガー magical stage.1                                                             | シュガー（川上とも子）、ペッパー（水橋かおり）、ソルト（サエキトモ） | 「ちょっと！きっと！もっと！」                             | テレビアニメ『ちっちゃな雪使いシュガー』関連曲                                                      |
| 2002年   | | |                                                            | |
| 6月26日  | 藍より青し 藍青劇盤一 向日葵                                                                         | 水無月妙子（水橋かおり） | 「Look Forward」                                           | テレビアニメ『藍より青し』関連曲                                                                    |
| 8月9日   | ミラクル☆パジャマ                                                                                    | ロリベーダーズZ | 「ミラクル☆パジャマ」                                      | テレビアニメ『G-onらいだーす』エンディングテーマ                                                    |
| 2003年   | | |                                                            | |
| 12月26日 | カレイドスター 〜2枚目の すごい ミニアルバム〜                                                       | カレイドスターズ | 「約束の場所へ」                                           | テレビアニメ『カレイドスター』関連曲                                                                |
| 2004年   | | |                                                            | |
| 1月23日  | 藍青〜縁〜 劇盤二 梅                                                                                 | 水無月妙子（水橋かおり） | 「雨あがり」                                               | テレビアニメ『藍青〜縁〜』関連曲                                                                    |
| 2月4日   | カレイドスター キャラクターヴォーカルアルバム 〜みんなの すごい キャラソン〜                         | 苗木野そら（広橋涼）、ロゼッタ・バッセル（水橋かおり） | 「Blanc et Noir」                                          | テレビアニメ『カレイドスター』関連曲                                                                |
| 2月4日   | カレイドスター キャラクターヴォーカルアルバム 〜みんなの すごい キャラソン〜                         | ロゼッタ・バッセル（水橋かおり） | 「Under the rose」                                         | テレビアニメ『カレイドスター』関連曲                                                                |
| 2月4日   | カレイドスター キャラクターヴォーカルアルバム 〜みんなの すごい キャラソン〜                         | カレイドスターズ | 「Everlasting Rainbow」                                    | テレビアニメ『カレイドスター』関連曲                                                                |
| 8月25日  | 双恋 character song series #3 白鐘沙羅＆双樹                                                         | 白鐘沙羅（水橋かおり）、白鐘双樹（門脇舞） | 「ユメでしょウソでしょ？」 「夢の雫物語」                  | 『双恋』関連曲                                                                                      |
| 9月23日  | 双恋 オリジナルイメージソング「甘辛日夜 〜Ama-Kara Night & Day〜」                                   | 桜月キラ（伊月ゆい）、桜月ユラ（綱掛裕美）、一条薫子（堀江由衣）、一条菫子（小清水亜美）、白鐘沙羅（水橋かおり）、白鐘双樹（門脇舞）、雛菊るる（長谷川静香）、雛菊らら（落合祐里香）、千草初（吉住梢）、千草恋（桑谷夏子）、桃衣愛（たかはし智秋）、桃衣舞（三五美奈子） | 「甘辛日夜 〜Ama-Kara Night & Day〜」 「宝物」             | テレビアニメ『双恋』イメージソング                                                                  |
| 12月22日 | FU・WA・RI 告白！                                                                                    | 桜月キラ（伊月ゆい）、桜月ユラ（綱掛裕美）、一条薫子（堀江由衣）、一条菫子（小清水亜美）、白鐘沙羅（水橋かおり）、白鐘双樹（門脇舞）、雛菊るる（長谷川静香）、雛菊らら（落合祐里香）、千草初（吉住梢）、千草恋（桑谷夏子）、桃衣愛（たかはし智秋）、桃衣舞（三五美奈子） | 「FU・WA・RI 告白！」                                      | ゲーム『双恋 -フタコイ-』オープニングテーマ                                                         |
| 12月22日 | FU・WA・RI 告白！                                                                                    | 桜月キラ（伊月ゆい）、桜月ユラ（綱掛裕美）、一条薫子（堀江由衣）、一条菫子（小清水亜美）、白鐘沙羅（水橋かおり）、白鐘双樹（門脇舞）、雛菊るる（長谷川静香）、雛菊らら（落合祐里香）、千草初（吉住梢）、千草恋（桑谷夏子）、桃衣愛（たかはし智秋）、桃衣舞（三五美奈子） | 「わいわいLove balloon」                                   | ゲーム『双恋 -フタコイ-』イメージソング                                                             |
| 2005年   | | |                                                            | |
| 2月23日  | beginning                                                                                            | 涼宮茜（水橋かおり） | 「ありがと…」                                              | OVA『アカネマニアックス』エンディングテーマ                                                         |
| 4月6日   | 魔法少女リリカルなのは サウンドステージ 03                                                           | ユーノ・スクライア（水橋かおり） | 「君の空に」                                               | テレビアニメ『魔法少女リリカルなのは』関連曲                                                        |
| 7月6日   | 恋泥棒ごっこ                                                                                         | 白鐘沙羅（水橋かおり）、白鐘双樹（門脇舞） | 「笑顔のそらで会いましょう」                               | ゲーム『フタコイ オルタナティブ 恋と少女とマシンガン』エンディングテーマ                            |
| 10月28日 | PRISM ARK スペシャルサウンドパッケージ YELLOW                                                        | フェル（水橋かおり） | 「きせきなんかおこらない」                                 | ゲーム『プリズム・アーク 〜プリズム・ハート エピソード2〜』関連曲                                   |
| 10月29日 | Purism×Egoist Vol.3「ココロのツバサ」                                                                | ゆみな（水橋かおり） | 「ゆめみぼし」                                             | ドラマCD『Purism×Egoist』関連曲                                                                     |
| 11月23日 | ふしぎ星の☆クリスマス                                                                                | ファイン（小島めぐみ）、レイン（後藤邑子）、ブライト（柿原徹也）、シェイド（皆川純子）、リオーネ（福圓美里）、アルテッサ（水橋かおり）、ソフィー（佐藤利奈）、ミルロ（すきがら沙智）                                                                                     | 「プリンセス・クリスマス・ナイト」                         | テレビアニメ『ふしぎ星の☆ふたご姫』関連曲                                                           |
| 11月23日 | ふしぎ星の☆クリスマス                                                                                | ファイン（小島めぐみ）、プーモ（こおろぎさとみ）、ブライト（柿原徹也）、アルテッサ（水橋かおり） | 「サンタが町にやってくる」                                 | テレビアニメ『ふしぎ星の☆ふたご姫』関連曲                                                           |
| 2006年   | | |                                                            | |
| 5月3日   | カレイドスター キャラクターヴォーカルアルバム 〜みんなで すごい 唄っちゃおう〜                       | ロゼッタ・パッセル（水橋かおり） | 「手のひら Shooting star」                                 | テレビアニメ『カレイドスター』関連曲                                                                |
| 7月28日  | キミキス キャラクターCD Vol.1 星乃結美＆里仲なるみ                                                   | 里仲なるみ（水橋かおり） | 「U - don't leave me alone!」                              | ゲーム『キミキス』関連曲                                                                            |
| 9月8日   | 恋のChuing Up!                                                                                       | 星乃結美（小清水亜美）、里仲なるみ（水橋かおり） | 「恋のChuing Up!」                                         | ラジオ『亜美とかおりのキミキス チューニングアップ♪』テーマソング                                    |
| 9月8日   | We Are* Piece of Peace Vol.3 神明菊菜                                                                | 神明菊菜（水橋かおり） | 「ラブ☆ラブパレード」                                      | ゲーム『We Are*』関連曲                                                                             |
| 10月25日 | ちょこッとSister あんちょこ3冊目                                                                     | 千歳（水橋かおり）、はるま（平川大輔） | 「ねこにゃんダンス 〜演歌デュエットversion〜」             | テレビアニメ『ちょこッとSister』関連曲                                                              |
| 2007年   | | |                                                            | |
| 7月20日  | キミキス -Vocal Collection-                                                                          | 里仲なるみ（水橋かおり）、咲野明日夏（広橋涼） | 「スキキス☆Chuing Pop!」 「燃えてヒロイン」                | ゲーム『キミキス』関連曲                                                                            |
| 9月5日   | ひだキャラ                                                                                           | 宮子（水橋かおり） | 「美味ロック」                                             | テレビアニメ『ひだまりスケッチ』関連曲                                                              |
| 6月27日  | ひだまりラジオ 特別編 〜いぇすっ！アスミス!!〜                                                       | 宮子（水橋かおり） | 「冷たい雨」                                               | テレビアニメ『ひだまりスケッチ』挿入歌                                                              |
| 11月28日 | PRISM ARK PRIVATE SONG Vol.3                                                                         | フェル（水橋かおり） | 「My sweet time」                                          | ゲーム『プリズム・アーク 〜プリズム・ハート エピソード2〜』関連曲                                   |
| 2008年   | | |                                                            | |
| 3月25日  | 君が望む永遠 〜Next Season〜 DVD第2巻初回限定版特典「キャラクターイメージCD vol.2」                  | 涼宮茜（水橋かおり） | 「spring chime」                                           | OVA『君が望む永遠 〜Next Season〜』関連曲                                                           |
| 3月25日  | キミキス pure rouge DVD第4巻初回特典「特製キャラクターCD・里仲なるみ編」                             | 里仲なるみ（水橋かおり） | 「青空loop」                                               | テレビアニメ『キミキス pure rouge』関連曲                                                           |
| 4月23日  | キミキス pure rouge キャラクターソングアルバム                                                       | 里仲なるみ（水橋かおり） | 「おいしいショータイム」                                   | テレビアニメ『キミキス pure rouge』関連曲                                                           |
| 4月23日  | キミキス pure rouge キャラクターソングアルバム                                                       | 星乃結美（小清水亜美）、里仲なるみ（水橋かおり）、水澤摩央（池澤春菜）、咲野明日夏（広橋涼）、二見瑛理子（田中理恵）、祇条深月（能登麻美子）、栗生恵（中原麻衣）、相原菜々（野川さくら）、川田知子（川澄綾子）                                                           | 「輝日南高校校歌」                                         | テレビアニメ『キミキス pure rouge』関連曲                                                           |
| 7月23日  | ？でわっしょい                                                                                       | ゆの（阿澄佳奈）、宮子（水橋かおり）、ヒロ（後藤邑子）、沙英（新谷良子） | 「？でわっしょい」                                         | テレビアニメ『ひだまりスケッチ×365』オープニングテーマ                                              |
| 7月23日  | ？でわっしょい                                                                                       | ゆの（阿澄佳奈）、宮子（水橋かおり）、ヒロ（後藤邑子）、沙英（新谷良子） | 「すたこらドリーム」                                       | テレビアニメ『ひだまりスケッチ×365』関連曲                                                          |
| 9月10日  | ひだまりスケッチ×365 キャラクターソング Vol.2 宮子                                                   | 宮子（水橋かおり） | 「はじまりサバイバル」 「にゃーとな午後三時」              | テレビアニメ『ひだまりスケッチ×365』関連曲                                                          |
| 5月28日  | マイポートレイト・イン・君が望む永遠                                                                 | 涼宮遙（栗林みな実）、涼宮茜（水橋かおり） | 「テレパシースターズ」                                     | テレビアニメ『君が望む永遠』関連曲                                                                  |
| 10月1日  | 我が家のお稲荷さま。 天狐幻術 歌曲集                                                                 | 六瓢（水橋かおり） | 「Believe,Believe」                                        | テレビアニメ『我が家のお稲荷さま。』関連曲                                                          |
| 2009年   | | |                                                            | |
| 3月25日  | HIDAMARILAND GO LAND                                                                                 | ゆの（阿澄佳奈）、宮子（水橋かおり）、ヒロ（後藤邑子）、沙英（新谷良子）、吉野屋先生（松来未祐）、校長先生（チョー）、うめ先生（蒼樹うめ） | 「ひだまりランド・ゴーランド」                             | テレビアニメ『ひだまりスケッチ×365』関連曲                                                          |
| 5月8日   | ドラマCD P.S.すりーさん                                                                              | すりーさん（水橋かおり） | 「アフリカ 〜Africa〜」                                    | ドラマCD『P.S.すりーさん』挿入歌                                                                    |
| 9月25日  | クイーンズブレイド 流浪の戦士 キャラクターソングCD Vol.6                                             | エリナ（水橋かおり） | 「my JUSTICE」                                             | テレビアニメ『クイーンズブレイド 流浪の戦士』関連曲                                                 |
| 12月3日  | ときめきメモリアル4 Character Single Box                                                             | N.R.（水橋かおり） | 「恋のポップンビート」                                     | ゲーム『ときめきメモリアル4』関連曲                                                                 |
| 10月21日 | PURE SONGS@DREAM C CLUB                                                                              | 雪（水橋かおり） | 「Oh! Mama Go To」                                         | ゲーム『ドリームクラブ』関連曲                                                                      |
| 10月21日 | PURE SONGS@DREAM C CLUB                                                                              | DREAM C CLUB All HostGirls | 「恋・KOI☆week end!」                                      | ゲーム『ドリームクラブ』関連曲                                                                      |
| 2010年   | | |                                                            | |
| 1月27日  | できるかなって☆☆☆                                                                                    | ゆの（阿澄佳奈）、宮子（水橋かおり）、ヒロ（後藤邑子）、沙英（新谷良子） | 「できるかなって☆☆☆」                                      | テレビアニメ『ひだまりスケッチ×☆☆☆』オープニングテーマ                                              |
| 1月27日  | できるかなって☆☆☆                                                                                    | ゆの（阿澄佳奈）、宮子（水橋かおり）、ヒロ（後藤邑子）、沙英（新谷良子） | 「ひだまりっぽい数え唄」                                   | テレビアニメ『ひだまりスケッチ×☆☆☆』関連曲                                                          |
| 2月10日  | バカ・ゴー・ホーム                                                                                   | milktub feat. バカテスオールスターズ | 「バカ・ゴー・ホーム」                                     | テレビアニメ『バカとテストと召喚獣』エンディングテーマ                                              |
| 2月24日  | バカとテストと召喚獣 キャラクターソングミニアルバム                                                  | 島田美波（水橋かおり） | 「ツンデレ道」                                             | テレビアニメ『バカとテストと召喚獣』関連曲                                                          |
| 3月19日  | ときめきメモリアル4 ボーカル＆ストーリーズ Vol.2                                                     | 七河瑠依（水橋かおり） | 「萌え萌えはっぴぃDAYS」                                   | ゲーム『ときめきメモリアル4』関連曲                                                                 |
| 3月24日  | 金色のコルダ３ 〜熱き心の調べよ〜                                                                    | 如月響也（福山潤）、如月律（小西克幸）、榊大地（内田夕夜）、水嶋悠人（水橋かおり）、八木沢雪広（伊藤健太郎）、火積司郎（森田成一）、水嶋新（岸尾だいすけ）、東金千秋（谷山紀章）、土岐蓬生（石川英郎）、冥加玲士（日野聡）、天宮静（宮野真守）、七海宗介（増田ゆき）     | 「BLUE SKY BLUE〈12人Ver.〉」                              | ゲーム『金色のコルダ3』関連曲                                                                       |
| 3月24日  | 金色のコルダ３ 〜熱き心の調べよ〜                                                                    | 如月響也（福山潤）、如月律（小西克幸）、榊大地（内田夕夜）、水嶋悠人（水橋かおり） | 「BLUE SKY BLUE〈星奏学院Ver.〉」                          | ゲーム『金色のコルダ3』関連曲                                                                       |
| 3月24日  | Bakatesu Gachinko Music                                                                              | 姫路瑞希（原田ひとみ）、島田美波（水橋かおり）、木下秀吉（加藤英美里）、霧島翔子（磯村知美） | 「晴れときどき笑顔」                                       | テレビアニメ『バカとテストと召喚獣』エンディングテーマ                                              |
| 3月25日  | PURE SONGS 2@DREAM C CLUB                                                                            | 雪（水橋かおり） | 「Hi!-Kin-goo」                                            | ゲーム『ドリームクラブ』関連曲                                                                      |
| 5月26日  | キディ・ガーランド キャラクターソング Vol.8 ゾマ&イヴェール                                          | ゾマ（瀧澤樹）、イヴェール（水橋かおり） | 「Justice Force」 「未来へと…」                            | テレビアニメ『キディ・ガーランド』関連曲                                                            |
| 7月21日  | ひだまりスケッチ×☆☆☆ BD/DVD第5巻 完全生産限定版特典「キャラクターCD vol.5 宮子」                     | 宮子（水橋かおり） | 「太陽とGO!!」                                             | テレビアニメ『ひだまりスケッチ×☆☆☆』関連曲                                                          |
| 8月25日  | クイーンズブレイド 美しき闘士たち BD/DVD第1巻 初回生産特典スペシャルCD                               | 美しき闘士たち | 「美闘士カーニバル〜たおれる時は前向きに〜」               | OVA『クイーンズブレイド 美しき闘士たち』エンディングテーマ                                          |
| 8月25日  | coccarda                                                                                             | アニエス（水橋かおり） | 「夢よ、ひらけ！」                                         | テレビアニメ『祝福のカンパネラ』関連曲                                                              |
| 9月15日  | 金色のコルダ3 〜旋律は深く甘美く〜                                                                   | 水嶋悠人（水橋かおり）、水嶋新（岸尾だいすけ）、七海宗介（増田ゆき） | 「SUMMER BOYS!!!」                                         | ゲーム『金色のコルダ3』関連曲                                                                       |
| 9月30日  | 祝福のカンパネラ Portable DXパック同梱「祝福のボーカルCD」                                           | ミネット（門脇舞以）、アニエス（水橋かおり） | 「LOVEandPEACE Cute version」                              | ゲーム『祝福のカンパネラ Portable』関連曲                                                           |
| 11月25日 | 武装神姫 CHARACTER SONG and SPECIAL RADIO RONDO                                                      | 戦乙女型アルトアイネス（水橋かおり） | 「永遠のトレモロ」 「永遠のトレモロ（Trance Core Remix）」 | 『武装神姫』関連曲                                                                                  |
| 12月10日 | DREAM C CLUB PURE SONGS CLIPS Vol.1 特典CD                                                           | 亜麻音（小清水亜美）、雪（水橋かおり） | 「sweet×2☆summer」                                         | ゲーム『ドリームクラブ』関連曲                                                                      |
|          | うたっておどろう! シルバニアファミリー                                                               | シルバニアのおともだち | 「明日になぁれ♪」                                          | OVA『うたっておどろう! シルバニアファミリー』エンディングテーマ                                     |
| 2011年   | | |                                                            | |
| 8月24日  | 明久ハーレムCD                                                                                       | 吉井明久（下野紘）、島田美波（水橋かおり） | 「日常は落胆の先にある」                                   | テレビアニメ『バカとテストと召喚獣』関連曲                                                          |
| 11月23日 | 気まぐれ、じゃんけんポンっ!/nora                                                                     | ゆの（阿澄佳奈）、宮子（水橋かおり）、ヒロ（後藤邑子）、沙英（新谷良子） | 「気まぐれ、じゃんけんポンっ！」                           | テレビアニメ『ひだまりスケッチ×SP』オープニングテーマ                                               |
| 11月23日 | 気まぐれ、じゃんけんポンっ!/nora                                                                     | ゆの（阿澄佳奈）、宮子（水橋かおり）、ヒロ（後藤邑子）、沙英（新谷良子） | 「nora」                                                   | テレビアニメ『ひだまりスケッチ×SP』エンディングテーマ                                               |
| 2012年   | | |                                                            | |
| 10月24日 | おーぷん☆きゃんばす                                                                                  | ゆの（阿澄佳奈）、宮子（水橋かおり）、ヒロ（後藤邑子）、沙英（新谷良子）、乃莉（原田ひとみ）、なずな（小見川千明） | 「おーぷん☆きゃんばす」                                    | テレビアニメ『ひだまりスケッチ×ハニカム』オープニングテーマ                                         |
| 10月24日 | おーぷん☆きゃんばす                                                                                  | ゆの（阿澄佳奈）、宮子（水橋かおり） | 「またね、ようこそ、ひだまり荘」                           | テレビアニメ『ひだまりスケッチ 沙英・ヒロ 卒業編』エンディングテーマ                                |
| 12月26日 | ひだまりスケッチ×ハニカム BD/DVD第1巻 完全生産限定版特典「キャラクターデュエットCD vol.1 ゆの&宮子」 | ゆの（阿澄佳奈）、宮子（水橋かおり） | 「ハニカムスマイル」                                       | テレビアニメ『ひだまりスケッチ×ハニカム』関連曲                                                     |
| 10月17日 | Install x Dream                                                                                      | アン（阿澄佳奈）、ヒナ（茅原実里）、アイネス（水橋かおり）、レーネ（中島愛） | 「Install x Dream」                                        | テレビアニメ『武装神姫』オープニングテーマ                                                          |
| 10月17日 | Install x Dream                                                                                      | アン（阿澄佳奈）、ヒナ（茅原実里）、アイネス（水橋かおり）、レーネ（中島愛） | 「Let's get SPARK!!!」                                     | テレビアニメ『武装神姫』関連曲                                                                      |
| 11月21日 | 武装神姫 Character Song Series【神】HA・CHA・ME・CHA☆QUEEN                                           | アイネス（水橋かおり） | 「HA・CHA・ME・CHA☆QUEEN」 「Install x Dream」             | テレビアニメ『武装神姫』関連曲                                                                      |
| 12月26日 | Scenes from BUSOUSHINKI                                                                              | アイネス（水橋かおり） | 「ボクは走るんだ！」                                       | テレビアニメ『武装神姫』関連曲                                                                      |
| -        | - | 秋月琴音（水橋かおり）、柊木耶宵（小倉唯） | 「Don't forget」                                           | ゲーム『この部室は帰宅しない部が占拠しました。ぽーたぶる 学園サマー・ウォーズ編』エンディングテーマ |
| -        | - | 秋月琴音（水橋かおり）、柊木耶宵（小倉唯） | 「Don't forget 学園ドッグ・イヤー編 ver.」                 | ゲーム『この部室は帰宅しない部が占拠しました。ぽーたぶる 学園ドッグ・イヤー編』エンディングテーマ   |
| 2013年   | | |                                                            | |
| 2月13日  | Fighting Dreamer/闇夜は乙女を花にする                                                                | 飛鳥（原田ひとみ）、斑鳩（今井麻美）、葛城（小林ゆう）、柳生（水橋かおり）、雲雀（井口裕香） | 「Fighting Dreamer」                                       | テレビアニメ『閃乱カグラ』エンディングテーマ                                                        |
| 2014年   | | |                                                            | |
| 2月26日  | この手が奇跡を選んでる                                                                               | 永水女子高校 | 「この手が奇跡を選んでる」                                 | テレビアニメ『咲-Saki- 全国編』エンディングテーマ                                                   |
| 2017年   | | |                                                            | |
| 4月19日  | ガールフレンド（仮） キャラクターソングシリーズ Vol.04                                               | 姫島木乃子（水橋かおり） | 「にょきにょきデンパシー（♪）」                            | ゲーム『ガールフレンド（仮）』関連曲                                                                |
| 6月21日  | ガールフレンド（仮） キャラクターソングシリーズ Vol.06                                               | 姫島木乃子（水橋かおり） | 「そこ・どこ・ここ・きのこ」                               | ゲーム『ガールフレンド（仮）』関連曲                                                                |
| 8月9日   | 魔法少女まどか☆マギカ Ultimate Best                                                                  | 巴マミ（水橋かおり）、佐倉杏子（野中藍） | 「Stairs」                                                 | パチスロ『SLOT魔法少女まどか☆マギカA』挿入歌                                                        |
| 2019年   | | |                                                            | |
| 8月1日   | オメガラビリンス ライフ D3P WEB SHOP限定パック「乳（New） Character Songs」                          | 紫咲由梨香（水橋かおり） | 「秘密の花園」                                             | ゲーム『オメガラビリンス ライフ』関連曲                                                             |
| 2021年   | | |                                                            | |
| 8月25日  | マギアレコード魔法少女まどか☆マギカ外伝 Music Collection 2                                           | カミハ☆マギカ | 「叶えちゃお」                                             | ゲーム『マギアレコード 魔法少女まどか☆マギカ外伝』関連曲                                            |
| 2024年   | | |                                                            | |
| 4月21日  | ブルーアーカイブ 青春あんさんぶる Vol.4「忍術研究部」                                                | 忍術研究部 | 「忍術研究部！只今参上！の巻。」                           | ゲーム『ブルーアーカイブ -Blue Archive-』関連曲                                                     |
| 2025年   | | |                                                            | |
| 2月26日  | プリンセスコネクト！Re:Dive PRICONNE CHARACTER SONG 45                                               | メドゥーサ（水橋かおり）、モニカ（辻あゆみ） | 「Tiny Twin Stars!!」                                      | ゲーム『プリンセスコネクト!Re:Dive』挿入歌                                                          |

### 未音源化楽曲
| 発表時期 | 楽曲                     | 歌 | 備考                                                                                          |
| 2021年   | 2021年                   | 2021年 | 2021年                                                                                        |
| -------- | ------------------------ | --- | --------------------------------------------------------------------------------------------- |
| 8月2日   | 「resume」               | 鹿目まどか（悠木碧）、美樹さやか（喜多村英梨）、巴マミ（水橋かおり）                                             | パチスロ『劇場版 魔法少女まどか☆マギカ[前編]始まりの物語／[後編]永遠の物語』関連曲            |
| 2023年   |                          | |                                                                                               |
| 11月6日  | 「naturally -Re:birth-」 | 鹿目まどか（悠木碧）、暁美ほむら（斎藤千和）、巴マミ（水橋かおり）、美樹さやか（喜多村英梨）、佐倉杏子（野中藍） | スマスロ『劇場版 魔法少女まどか☆マギカ[前編]始まりの物語／[後編]永遠の物語f-フォルテ-』関連曲 |

### その他参加楽曲
| 発売日        | 商品名                                                 | 歌                                             | 楽曲                 | 備考                                                        |
| ------------- | ------------------------------------------------------ | ---------------------------------------------- | -------------------- | ----------------------------------------------------------- |
| 1998年6月17日 | ファーストKiss☆物語                                    | 水橋かおり、中島えりな                         | 「だから涙をふいて」 | ゲーム『ファーストKiss☆物語』関連曲                         |
| 1998年6月17日 | ファーストKiss☆物語                                    | 水橋かおり、大野まりな、古山あゆみ、柳瀬なつみ | 「TOMORROW」         | ゲーム『ファーストKiss☆物語』エンディングテーマ             |
| 2003年6月26日 | ファンタスティックフォーチュン2 付属サウンドトラックCD | 水橋かおり                                     | 「星空の地図」       | ゲーム『ファンタスティックフォーチュン2』オープニングテーマ |
| 2003年6月26日 | ファンタスティックフォーチュン2 付属サウンドトラックCD | 水橋かおり                                     | 「WAVE」             | ゲーム『ファンタスティックフォーチュン2』エンディングテーマ |
| 2007年1月24日 | スケッチスイッチ                                       | 阿澄佳奈、水橋かおり、新谷良子、後藤邑子       | 「スケッチスイッチ」 | テレビアニメ『ひだまりスケッチ』オープニングテーマ          |
| 2007年1月24日 | スケッチスイッチ                                       | 阿澄佳奈、水橋かおり、新谷良子、後藤邑子       | 「おんなのこパズル」 | テレビアニメ『ひだまりスケッチ』関連曲                      |